# Antje Wessels (Altphilologin)
Antje Wessels (* 8. Januar 1967 in Heidelberg) ist eine deutsche Altphilologin.

## Leben
Antje Wessels absolvierte 1986 und 1987 am Tübinger Leibniz Kolleg ein Studium generale. Von 1987 bis 1994 studierte sie Altphilologie in Freiburg im Breisgau, in Cambridge und an der FU Berlin. Danach war sie wissenschaftliche Mitarbeiterin in den DFG-Projekten „Nachleben der Antike“ an der Universität Heidelberg (1995–1999) und „Antikerezeption in der deutschsprachigen Literatur nach 1945“ an der Freien Universität Berlin (1999–2004). Wessels promovierte 2002 in Heidelberg bei Glenn W. Most und Bernd Seidensticker mit einer Arbeit über Hermann Usener.
Von 2008 bis 2010 war sie Assistenzprofessorin für Latein am Institut für Griechische und Lateinische Philologie der Freien Universität Berlin. 2011 habilitierte Wessels und ist seither Professorin für Latein an der Universität Leiden.

## Veröffentlichungen (Auswahl)
- Ursprungszauber. Zur Rezeption von Hermann Useners Lehre von der religiösen Begriffsbildung. De Gruyter, Berlin/New York, 2003 (= Religionsgeschichtliche Versuche und Vorarbeiten, Bd. 51), ISBN 978-3-11-017787-9.
- Ästhetisierung und ästhetische Erfahrung von Gewalt. Eine Untersuchung zu Senecas Tragödien. Universitätsverlag Winter, Heidelberg, 2014, ISBN 978-3-8253-6084-9.
- Bernd Seidensticker, Adrian Stähli, Antje Wessels (Hrsg.): Der Neue Poseidipp. Text – Übersetzung – Kommentar. Wissenschaftliche Buchgesellschaft, Darmstadt 2015, ISBN 978-3-534-24356-3.